# Guerras mesenias

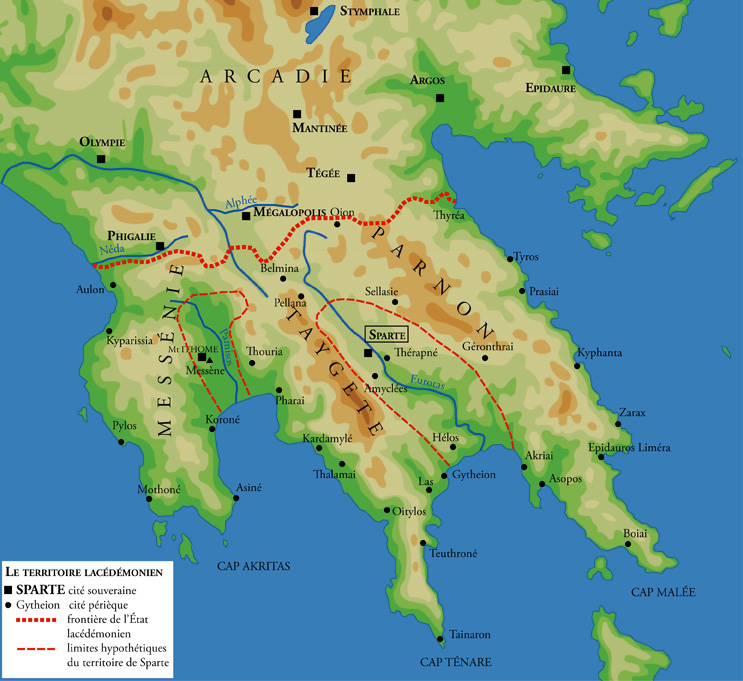
Territorio de Esparta en el siglo V a. C.

Las guerras mesenias son un conjunto de tres guerras dirigidas por Esparta contra los mesenios y contra los ilotas. 
Las fuentes sobre este tema son raras: se dispone de alusiones del poeta elegíaco Tirteo y de pasajes de Pausanias (Descripción de Grecia IV.4-24), quien a su vez se basa en Mirón de Priene para la primera y en la epopeya de Riano de Bene para la segunda.

## Primera guerra
Data de finales del siglo VIII a. C. y nació de las quejas recíprocas entre Esparta y Mesenia. Sobre todo Esparta, buscaba tierras suplementarias para asegurar su crecimiento. Como dice Tirteo, Mesenia «es buena para arar, buena para plantar», y afirma que el rey Polidoro de Esparta atacó la parte de este territorio que no estaba cultivada. 
La guerra fue de hecho una serie de golpes de mano o de asedios, sin una gran batalla decisiva. Hace falta decir que el armamento de los soldados no era el equipo hoplítico, y que la formación de la falange no era aún practicada. Esparta estaba asistida por mercenarios de Creta y de Corinto, mientras que Mesenia se beneficiaba del apoyo arcadio, con las tropas de Argos y de Sición.
El conflicto duró 19 años, según Tirteo, (elegía 4 Diehl), al cabo de los cuales Esparta logró la victoria. La fortaleza del monte Itome, último bastión mesenio, fue destruida. La aristocracia mesenia se fugó a las ciudades de los alrededores, mientras que el pueblo fue obligado a pagar con la mitad de su producción agrícola a sus nuevos dueños.

## Segunda guerra
La segunda guerra nació del deseo de revancha de los mesenios, debido a una dominación aún parcial de Esparta. Según Tirteo (4D), tuvo lugar dos generaciones después de la primera. Pausanias, da de las fechas, pero se enmaraña en su cronología, y da tres períodos posibles. El tercero, que limita la guerra de 670 a 657 a. C., parece el más verosímil.
Una de las grandes novedades de esta guerra fue la aparición de la falange que favoreció en primer lugar, a los mesenios apoyados por los argivos. Supuso una terrible novedad para Esparta que fue derrotada en Hisias hacia el 669 a. C. Novedad descrita por Tirteo, cuyas elegías parecen haber sido escritas para ayudar a los combatientes a soportar el choque hoplítico. Finalmente, Esparta la adoptó en la batalla de la Gran Fosa, y la guerra se convirtió luego en una serie de correrías y de golpes de mano, como en la primera guerra.
Esta guerra terminó después de que Hira fuera tomada tras ser sitiada durante once años. Mesenia fue anexionada. Una parte de los habitantes, los de la planicie, fue reducida al estado de ilotas, mientras que los de las ciudades costeras adquirieron el estatus de ciudades periecas.

## Tercera guerra
Después de las dos primeras guerras, Mesenia no estaba del todo sometida. La ciudad de Tegea, por ejemplo, ayudaba constantemente en secreto a una guerrilla mesenia, a pesar de un tratado con Esparta.
En 464 a. C., un gran terremoto sacudió Laconia. Casi todas las casas de Esparta fueron destruidas, el gimnasio se hundió, matando a la mayoría de los efebos que se estaban entrenando. Cuando el ejército espartano estaba de camino hacia Tasos para ayudarla en su rebelión contra Atenas, los mesenios se sublevaron, al mismo tiempo que los ilotas mesenios), y los de Laconia participaron, pero minoritariamente), y las ciudades periecas de la costa, Turia y Etea). (Véase La rebelión del monte Itome).
La guerra estaba lejos de estar clara para Esparta. Desde 499 a. C., Aristágoras había advertido a los espartiatas que desconfiaran de los mesenios, casi tan fuertes como ellos (Heródoto, v, 49). De hecho, Esparta hubo de recurrir a sus aliados, Egina, Platea, Mantinea e incluso Atenas. Solo la batalla de Esteniclaro costó la vida a 300 Iguales.
La guerra se acabó en 454 a. C. con un compromiso. Aquellos que tuvieran la fortaleza de Itome debían abandonar el Peloponeso; fueron instalados luego en Naupacto por los atenienses. La tercera guerra mesenia supuso un trauma para Esparta. La violencia con respecto a los ilotas se redobló luego, especialmente en el marco de la krypteia.